# Jinelle Zaugg-Siergiej
Jinelle Zaugg-Siergiej, född den 27 mars 1986 i Rockford, Illinois i USA, är en amerikansk ishockeyspelare.
Hon tog OS-guld i damernas ishockeyturnering i samband med de olympiska ishockeytävlingarna 2010 i Vancouver.